# Plakortis insularis
Plakortis insularis är en svampdjursart som beskrevs av Moraes och Muricy 2003. Plakortis insularis ingår i släktet Plakortis och familjen Plakinidae.
Artens utbredningsområde är havet utanför Brasilien. Inga underarter finns listade i Catalogue of Life.